# برسکنز
برسکنز (به هلندی: Breskens) یک منطقهٔ مسکونی در هلند است که در اسلایس واقع شده‌است. برسکنز ۴٬۷۸۷ نفر جمعیت دارد.